# Bruinborstmierpitta
De bruinborstmierpitta (Myrmothera simplex) is een zangvogel uit de familie Grallariidae (mierpitta's).

## Verspreiding en leefgebied
Deze soort komt voor op de tepuis van Venezuela en aangrenzende gebieden en telt vier ondersoorten:
- M. s. pacaraimae: de tepuis van zuidelijk Bolívar en noordelijk Brazilië.
- M. s. simplex: de tepuis van zuidoostelijk Bolívar en westelijk Guyana.
- M. s. guaiquinimae: de tepuis van centraal Bolívar.
- M. s. duidae: de tepuis van Amazonas.

## Status
De grootte van de populatie is niet gekwantificeerd maar de soort wordt omschreven als vrij algemeen. Op de Rode lijst van de IUCN heeft deze soort de status niet bedreigd.